# 심심한 여자
심심한 여자(Just Bored)는 한국에서 제작된 최영림 감독의 2009년 드라마, 멜로/로맨스 영화이다. 김미선 등이 주연으로 출연하였다.

## 출연

### 주연
- 김미선
- 윤영민
- 민성욱

## 제작진
- 프로듀서: 오영림
- 조명: 신승훈
- 조연출: 박인철
- 녹음: 성경환
- 믹싱: 김수현
- 미술: 김정희